# ツボスミレ
ツボスミレ (Viola verecunda A. Gray) は、スミレ科の多年草。ごく小型で、長く茎を出し、白い花をつける。

## 特徴
スミレ科スミレ属の植物であり、ニョイスミレとも呼ばれる。全体に小柄で、茎はよく伸びて往々にして地表を這い、花はあまり高く出ないので、あまり目立たない植物である。
地下茎はごく短く、地上に根出葉と複数の茎を伸ばす。茎は斜めに伸びるか横に這い、間を空けて葉をつける。草丈は5-25cmほど。葉は丸っこく、基部は深く心形になるので、全体としてはきれいなハート形の葉である。葉柄は根出葉では長く、茎葉では短い。葉は柔らかく、緑色でつやがなく、無毛。葉の縁には粗くて背の低い鋸歯がある。
花は匍匐する茎の葉腋から出て、花柄は立ち上がり、葉より少し上に出て花をつける。花色は白で、上弁は反り返る。花弁には基部に向けて紫の筋が入る。紫の筋の濃さには差があり、場合によっては花全体が紫を帯びる。花弁はやや細め。距は丸くて短い。

## 生育環境
やや湿った樹木に被陰されない草地に生える。山間部では人里にも珍しくなく、畑や水田の水路脇などには見かけることが多いが、市街地にはあまり出ない。匍匐枝をのばすので、小さな群落を作る。時には畦に一面に出現することもある。

## 分布
日本では北海道から九州、屋久島まで分布し、各地で普通種である。国外では東アジアに広く分布することが知られる。日本国内では個体数でタチツボスミレに次いで多い、との声もある。

## 変異

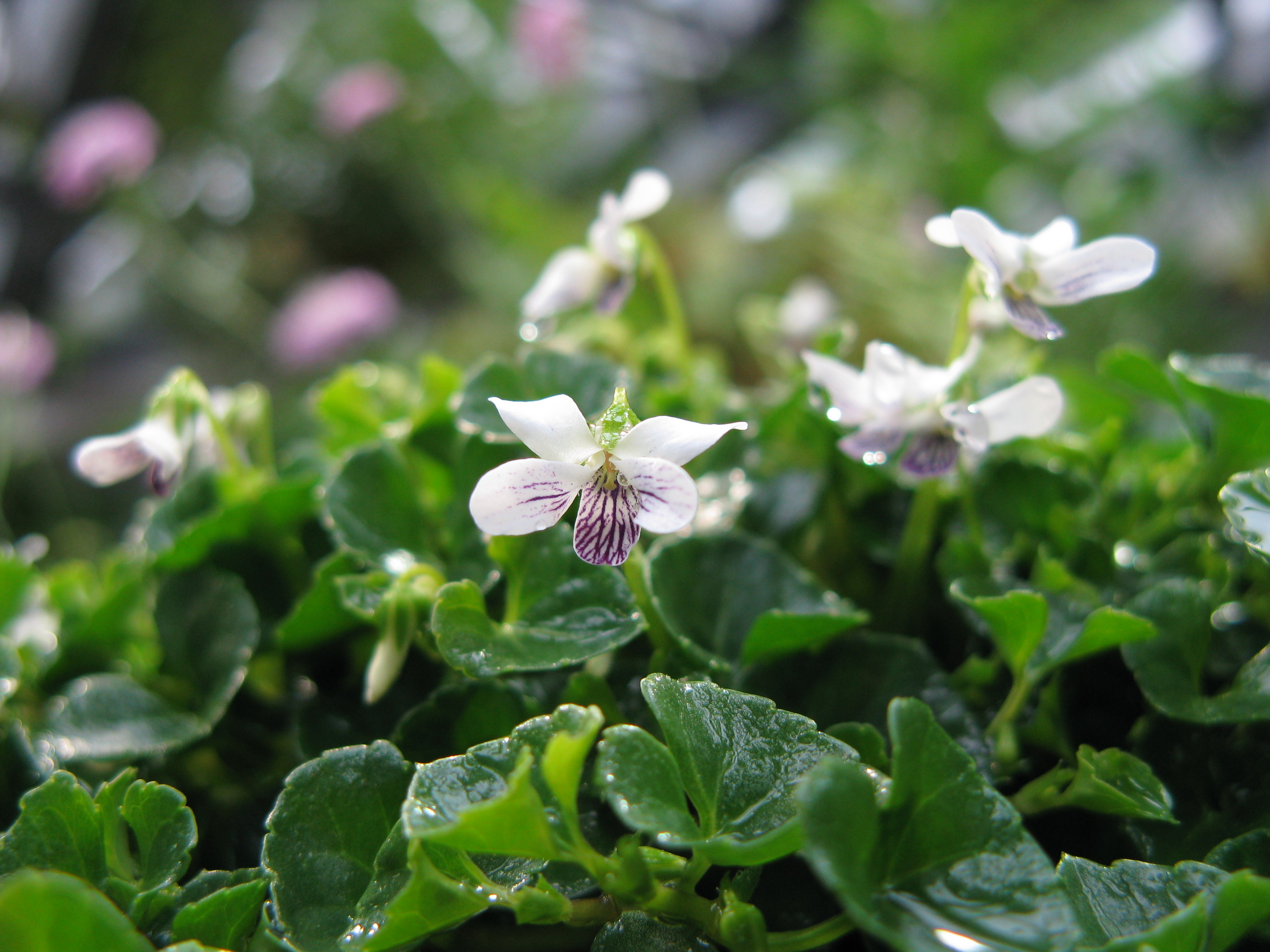
コケスミレ

地理的にも生態的にも分布の広いものだけに、変異は大きい。特に葉身が短く、基部が深く心形になるものをアギスミレ var. semilunaris という。葉の形は極端な場合には「へ」の字型になるが、中間的なものも多い。本州中部以北に多く、特に湿地に出現する型である。
他に葉が円形に近く、表面に微毛があり、高山に出現するミヤマツボスミレ var. fibrilosa や、アギスミレに似てより小さく、茎から根を下ろすヒメアギスミレ var. subaequiloba、それよりさらに小さく、屋久島のみに見られるコケスミレ var. yakusimanaも知られている。

## 近縁種など
日本のスミレでは他にこういった姿のものはなく、混同することはないだろう。白い花をつけるスミレは少なくないが、シロスミレやアリアケスミレは茎を伸ばさないスミレのような姿であり、コミヤマスミレなどもそれをさらに小さくしたような姿である。
系統的にはツボスミレの類は東アジアからニュージーランド、タスマニアに8種があり、日本ではタチスミレ V. rddeana がこれに含まれる。花は似ているが、茎が立ち上がって時に1mにも達する。アシ原など湿った草原に生育するもので、その生育地は減少している。

## 和名について
和名としては上記のようにツボスミレとニョイスミレがある。前者は坪菫であり、坪は庭の意である。つまり、庭に生えるスミレとの意で、この種に対する古くからの名である。後者は如意菫で、こちらは葉の形が仏具の如意に似ることによる。これは牧野富太郎の命名によるもので、前者がこの種を特定するものではないので、命名し直したとのこと。ツボスミレの名は牧野曰く「不純でまぎらわしい」そうである。なお、変種のアギスミレは顎菫で、葉の基部の出っ張ったのを顎に見立てたものである。
しかしながら、『日本植物誌』や保育社の『原色日本植物図鑑』、平凡社の『日本の野生植物』シリーズなど日本産植物全体を見通した標準的な図鑑として使われてきた文献ではツボスミレが使われている。YListもこれを用いている。それに対して参考文献にも挙げた『日本のスミレ』などはニョイスミレを使い、著者はツボスミレは使いたくない意思を匂わせている。本種における問題に限られるものではないが、学名と異なり植物学の中に正式の地位を持たない和名には強制的なルールが存在しないため、どちらの使用も許容されることが、紛らわしさを生じさせている。